# Eremoleon punctipennis
Eremoleon punctipennis is een insect uit de familie van de mierenleeuwen (Myrmeleontidae), die tot de orde netvleugeligen (Neuroptera) behoort. 
Eremoleon punctipennis is voor het eerst wetenschappelijk beschreven door Banks in 1910.